# Florschuetziella scaberrima
Florschuetziella scaberrima är en bladmossart som beskrevs av Dale Hadley Vitt 1981. Florschuetziella scaberrima ingår i släktet Florschuetziella och familjen Orthotrichaceae. Inga underarter finns listade i Catalogue of Life.